# Atletisme als Jocs Olímpics d'Estiu de 1928 - 4x400 metres relleus masculins
Els 4x400 metres relleus masculins va ser una de les proves del programa d'atletisme disputades durant els Jocs Olímpics d'Amsterdam de 1928. La prova es va disputar el 4 i 5 d'agost de 1928 i hi van prendre part 56 atletes de 14 nacions diferents.

## Medallistes
| Or                                                                            | Plata                                                                  | Bronze                                                         |
| Estats UnitsGeorge Baird · Frederick Alderman · Emerson Spencer · Ray Barbuti | AlemanyaOtto Neumann · Harry Storz · Richard Krebs · Hermann Engelhard | CanadàJames Ball · Stanley Glover · Phil Edwards · Alex Wilson |

## Resultats

### Sèries
Les sèries es van disputar el 4 d'agost de 1928. Els dos millors equips passaven a la final.
Sèrie 1
| Pos. | País         | Atletes  | Temps                                                                     | Notes |
| ---- | ------------ | -------- | ------------------------------------------------------------------------- | ----- |
| 1    | Estats Units | 3' 21.4" | George Baird, Emerson Spencer, Frederick Alderman, Ray Barbuti            | Q     |
| 2    | Canadà       | 3' 22.0" | Alex Wilson, Phil Edwards, Stanley Glover, Jimmy Ball                     | Q     |
| 3    | Hongria      | 3' 23.2" | Mór Gerő, László Magdics, László Barsi, Antal Odri                        |       |
| 4    | Polònia      | 3' 24.2" | Feliks Malanowski, Zygmunt Weiss, Stefan Kostrzewski, Klemens Biniakowski |       |
| 5    | Bèlgica      |          | Philippe Coenjaerts, Émile Vercken, François Prinsen, Émile Langenraedt   |       |

Sèrie 2
| Pos. | País           | Atletes  | Temps                                                                        | Notes |
| ---- | -------------- | -------- | ---------------------------------------------------------------------------- | ----- |
| 1    | Alemanya       | 3' 20.8" | Otto Neumann, Richard Krebs, Harry Storz, Hermann Engelhard                  | Q     |
| 2    | Suècia         | 3' 21.2" | Björn Kugelberg, Bertil von Wachenfeldt, Erik Byléhn, Sten Pettersson        | Q     |
| 3    | Itàlia         | 3' 22.6" | Giacomo Carlini, Luigi Facelli, Guido Cominotto, Ettore Tavernari            |       |
| 4    | Països Baixos  |          | Andries Hoogerwerf, Adje Paulen, Harry Broos, Rinus van den Berge            |       |
| 5    | Txecoslovàquia |          | Johann Bartl, Karel Kněnický, Vilém Šindler, Jaroslav Vykoupil               |       |
| 6    | Grècia         |          | Stelios Benardis, Renos Frangoudis, Vangelis Moiropoulos, Vasilios Stavrinos |       |

Sèrie 3
| Pos. | País       | Atletes  | Temps                                                                | Notes |
| ---- | ---------- | -------- | -------------------------------------------------------------------- | ----- |
| 1    | Regne Unit | 3' 20.6" | Roger Leigh-Wood, William Craner, John Rinkel, Douglas Lowe          | Q     |
| 2    | França     | 3' 23.0" | Georges Krotoff, Joseph Jackson, Georges Dupont, René Féger          | Q     |
| 3    | Mèxic      | 3' 23.4" | Alfonso García, José Lucílo Iturbe, Jesús Moraila, Víctor Villaseñor |       |

### Final
| Pos. | País         | Temps    | Notes |
| ---- | ------------ | -------- | ----- |
| 1    | Estats Units | 3' 14.2" | WR    |
| 2    | Alemanya     | 3' 14.8" |       |
| 3    | Canadà       | 3' 15.4" |       |
| 4    | Suècia       | 3' 15.8" |       |
| 5    | Regne Unit   | 3' 16.4" |       |
| 6    | França       | 3' 19.4" |       |